# Victoria II
"Victoria II" és un videojoc d'estratègia publicat el 13 d'agost de l'any 2010 per l'empresa sueca Paradox Interactive. És la seqüela de "Victoria". El jugador pot escollir entre molts països existents durant l'època que abasta el joc (1836-1936), i fins i tot nacions que no van existir de forma independent, com Catalunya o Israel, podent controlar els aspectes polítics, econòmics, militars, diplomàtics i tecnològics de la nació.

## Jugabilitat
El jugador pot escollir entre més de 200 nacions, amb l'objectiu de convertir la nació en una potència, sigui militar o industrial.
La població dels països es divideixen en cultures, ocupacions i religions. Hi ha diversos tipus de poblacions que reben el nom de pops, cada membre d'una pop pot convertir-se en una altra ocupació, religió o cultura segons la seva situació. Per exemple, un pagès es pot convertir en un treballador si hi ha fàbriques en la seva regió.
Les nacions poden ser grans potències, potències secundàries, civilitzades o no civilitzades. Segons la seva classificació, tenen més o menys importància en l'àmbit internacional.

## Economia
L'economia de les nacions es basa en el comerç i la gestió dels pressupostos. Cada província produeix un tipus de producte que es comercia en el mercat mundial.

## Diplomàcia
Els països interaccionen entre ells per formar aliances o declarar-se la guerra. Per determinar la relació de dos països es fa servir un valor numèric que va de -200 a 200. Encara que el valor numèric sigui important, la intel·ligència artificial pot acceptar una aliança o declarar-te la guerra segons la teva situació, que es mesura segons la importància del teu exèrcit, la força de la teva economia i les relacions que tens amb altres nacions.

## Guerra
És molt semblant amb altres títols de l'empresa com Europa Universalis. El jugador ha de crear un exèrcit per poder envair d'altres territoris i lluitar en contra d'altres exèrcits.

## Rebuda
Victoria II va reber ressenyes generalment favorables, aconseguint una mitjana del 75% a Metacritic.
GameSpot va dir que hi havia molt menys microgestió que en el seu predecessor. El revisor va declarar: "Gràcies a una interfície més amigable i tutorials, Victoria II és molt més jugable i agradable que el seu predecessor."
GameShark era menys entusiasta. El revisor va dir: "Com a joc d'estratègia, Victoria II em frustra. És una orgia de detall per al bé del detall, però, la informació que realment vull no sembla estar a la mà. Les decisions que faig semblen sobretot sense importància, canviant el joc només per un lent procés d'acreció. La modelització ha superat el disseny del joc. Observant Victoria II és hipnòtic i sovint inspirador. Desafortunadament, només de vegades podeu voler jugar-lo."
L'alliberament de A House Divided va augmentar elogis i va aconseguir una mitjana del 76% en Metacritic, i Heart of Darkness va augmentar encara més les crítiques positives, amb un 81% de mitjana. Gaming Nexus va donar el producte final a un veredicte de 8.5 ("very good") i va comentar que "després d'alguns pegats i un parell d'expansions, Victoria 2 es posa en forma. Encara és profunda amb una corba d'aprenentatge assassí, però comença a sentir-se com un joc divertit en lloc d'un full de càlcul amb errors."

## Modificacions del joc creades per la comunitat (Mods)
Victoria II té una gran comunitat encara avui en dia. Això és pot veure amb la quantitat de (Mods) que té el joc. Els més importants són:
- Historical project mod (HPM) " Mod del projecte històric" en català.
- Historical flavor mod (HFM) " Mod de flavor històric" en català.